# Ferbitz (Lanz)
Ferbitz ist ein bewohnter Gemeindeteil der Gemeinde Lanz des Amtes Lenzen-Elbtalaue im Landkreis Prignitz in Brandenburg.

## Geografie
Der Ort liegt vier Kilometer nordwestlich von Lanz und sechs Kilometer östlich von Lenzen (Elbe), dem Sitz des Amtes Lenzen-Elbtalaue. Rund 300 Meter nördlich des Dorfes am Wege nach Nausdorf befindet sich vermutlich eine jungslawische Siedlung aus dem 11. bis 12. Jahrhundert.
Nachbarorte sind Nausdorf im Norden, Boberow und Birkholz im Nordosten, Gadow und Lanz im Südosten, Wustrow im Süden, Gandow im Südwesten, Lenzen (Elbe) im Westen, sowie Leuengarten und Klein Sterbitz im Nordwesten.

## Geschichte

### 15. Jahrhundert
Das Dorf wurde erstmals im Jahr 1423 urkundlich als van Verbettze erwähnt; im Folgejahr als Verhetz. Die Schreibweise Verhitze erschien im Jahr 1488. Die Besitzverhältnisse waren zu Beginn komplex und zerfielen in bis zu neun Anteile. Den ersten Anteil hielten von vor 1423 bis 1719 die von Quitzow zu Stavenow und Eldenburg, seit 1557 allein Haus Eldenburg wohl über den Hauptanteil. Sie konnten ihren Einfluss durch den Aufkauf der von Mintstedt zu Boberow und Lanz um etwa 1495 vergrößern (siehe 6. Anteil) und anschließend auch noch das Schulzengut erwerben (siehe 7. Anteil). Dafür mussten sie jedoch einen kleinen Anteil von Besitz und Amt an die Pfarrkirche zu Lenzen abtreten (siehe 4. und 5. Anteil). Einen weiteren Teil erhielten die von Blumenthal zu Pröttlin (siehe 9. Anteil). Er umfasste die Ober- und Untergerichtsbarkeit, das Kirchenpatronat sowie einen Schulzen und sieben Hufner (1559, 1688). Von 1719 bis 1872 war das Amt Eldenburg bzw., seit 1767, Eldenburg-Lenzen im Besitz von acht Bauern (1745) bzw. den Schulzen mit einem Hufner, zwei Dreiviertelhufnern und fünf Halbhufnern (davon einer wüst) sowie 2 ½ Paar Einliegern (1769). Der zweite Anteil war von vor 1542 bis 1700 im Besitz der von Kapelle zu Mankmuß kam anschließend bis 1872 in den Besitz der von Bredow zu Mankmuß. Er umfasste bis 1583 fünf Bauern, die möglicherweise vor 1553 von den von Mehlberg erworben worden waren (siehe 7. Anteil). Ein Bauernhof wurde 1583 an den Rat von Lenzen abgetreten (siehe 3. Anteil) und umfasste damit noch vier Bauern (1598, 1745). Den dritten Anteil besaß von 1583 bis 1872 der Rat bzw. Magistrat zu Lenzen über den vom Gut Mankmuß erworbenen Bauernhof (siehe 2. Anteil, 1583, 1684, 1745). Der vierte Anteil war von vor(?) 1491 bis 1767 im Besitz des Amtes Lenzen. Das Amt vergrößerte seinen Einfluss durch den Ankauf der Hebungen und weiteren Rechte bzw. den Anteil an vier Büdner und einem Kossäten (1744) von den von Quitzows im Jahr 1491 (siehe 1. Anteil). Dieser vierte Anteil wurde 1767 mit dem Besitz des Amtes Eldenburg vereinigt (siehe 1. Anteil). Den fünften Anteil besaß von 1510 bis nach 1663 die Pfarrkirche zu Lenzen über die von den von Quitzow erworbenen Hebungen vom Hof des Bauern Fölsch (1510) und dessen Nachfahren (1544, 1600, 1662 f.). Den sechsten Anteil besaßen von vor 1423 bis etwa 1495 die von Mintstedt zu Boberow und Lanz. Er umfasste unter anderem das Schulzengut, das 1472 an Frau Mehlberg verkauft wurde sowie die Hebungen von einer Hufe des Bauern Hase. Der Anteil wurde 1488 an das Kloster Eldena verkauft (siehe 7. Anteil). Den siebten Anteil besaßen von vor 1471 bis nach 1472 die von Mehlberg; er belief sich auf fünf Bauern (1471). Im Folgejahr kam das Schulzengut aus dem Besitz der von Mintstedt hinzu (siehe 6. Anteil). Er kam vor 1559 an die von Quitzow (siehe 1. Anteil), während die fünf Bauern an die von Kapelle fiel (siehe 2. Anteil). Der achte Anteil war im Jahr 1488 im Besitz der von Mintstedt und umfasste die Hebungen aus einer Hufe des Heine Hase durch die Eldenaer Klosterfrau Rickerde Breeschen. Nach ihrem Tod fiel der Anteil an das Klosterkonvent Eldena. Der neunte Anteil umfasste im Jahr 1588 die Hebungen aus einem Bauernhof durch die von Quitzow (siehe 1. Anteil) und wurde im genannten Jahr an die von Blumenthal zu Pröttlin als Wertausgleich für einen Besitztausch abgetreten. Nach einer Bestätigung im Jahr 1600 gelangte er wohl wieder in das Haus Eldenburg zurück.
In dieser Zeit kam es zu Schäden durch Mecklenburgische Raubritter, die 1423 den Schulzen entführten und im Folgejahr die Frauen in Ferbitz ausraubten. Ein Bauer der von Mintstedt war 1423 bei einem Viehraub in der Vogtei Schwerin beteiligt.

### 16. und 17. Jahrhundert
Der Pfarrer bekam im Jahr 1542 insgesamt 18 Scheffel Meßkorn: 16 von der Feldmark Ferbitz und zwei von der Feldmark Damerow sowie Hebungen von zwei Bauern. Einen Küster gab es erst 1581. Die Kirche besaß ein wenig Land, auf dem 1 ½ Scheffel ausgebracht wurden. Im Dorf lebten im Jahr 1576 insgesamt 13 Hufner, darunter auch der Lehnschulze. Die Gemeinde pachtete die Feldmark Damerow. Das Lehnschulzengut wurde 1588 erneut erwähnt.
Im Jahr 1652 wurde lediglich von drei Personen berichtet. Für das Jahr 1686 liegen detaillierte Angaben vor. Es gab den Schulzen mit 1 1⁄3 Hufen, zwei Einhufner (davon acht wüst), einen Krüger auf einem wüsten Hof und einen Hirten, der Schafe und Schweine hütete. Für das Rind war jeder selbst verantwortlich. Auf 13 1⁄3 Hufen wurden insgesamt vier Wispel 23 Scheffel Aussaat ausgebracht. Pfarre und Kirche besaßen keine Hufen; drei wüste Höfe wurden vom Pfarrer in Lanz genutzt. Die Bewohner durften keine Fischerei betreiben und mussten Brennholz und Heu für maximal fünf Schweine kaufen. Sie betrieben zwar eine Dreifelderwirtschaft, diese war aber nicht besonders ertragreich, da sie das Sommerfeld überwiegend zur Hütung liegen lassen mussten.

### 18. Jahrhundert
Für 1719 sind überliefert: fünf Hufner, sechs Kossäten, zwei Paar Einlieger und einen Hirten ohne Vieh. Die Gemarkung umfasste 13 ¾ Hufen. Im Jahr 1734 waren es fünf Bauern, sechs Kossäten, fünf Häuslinge, ein Schäfer und ein Hirte. Die Bewohner brachten auf 13 ½ Hufen insgesamt 4 Wispel 23 Scheffel Saat aus. Zehn Jahre später pachtete die Gemeinde die wüste Feldmark Damerow für fünf Jahre und nutzte zusammen mit anderen Gemeinden die Zinswiesen auf der Feldmark Dargardt. Im Dorf lebten im Jahr 1745 insgesamt 13 Bauern; 1760 waren es fünf Hufner, sechs Kossäten und ein Kuhhirte. Die Gemeinde pachtete 1764 eine Wiese auf der Feldmark Birkholz. Im Jahr 1773 übernahm sie in Erbpacht die Hälfte des Lenzener Kämmereibesitzes an der wüsten Feldmark Damerow. Im Dorf lebten im Jahr 1791 elf Bauern, zwei Budner und drei Hausleute, die 23 Feuerstellen (= Haushalte) betrieben.

### 19. Jahrhundert
Um 1800 gehörte der Ort zum Lenzenschen Kreis in der Provinz Prignitz, Teil der Kurmark der Mark Brandenburg. In einer Beschreibung der Mark Brandenburg aus dem Jahr 1804 wird das 13½ Hufen große Dorf Verbitz mit insgesamt 133 Einwohnern verzeichnet und als Besitzer werden die Domäne Amt Eldenburg, der Freiherr von Bredow und die Kämmerei Lenzen angegeben. Darüber hinaus gehörten 150 Morgen Holz zum Ort und es waren zwei Büdner, sieben Einlieger, 13 Ganzbauern und 52 Feuerstellen (= Wohnhäuser) vorhanden. Die Dorfkirche war damals eine Filialkirche von Lanz der Inspektion Lenzen und der Adressort war ebenso Lenzen. Eine Statistik aus dem Jahr 1819 führte für Ferbitz fünf Hufner, sechs Kossäten, einen Dorfschäfer, einen Kuhhirten und zwei Paar Einlieger auf. Im Jahr 1846 gab es 41 Wohnhäuser. Detaillierte Angaben liegen aus dem Jahr 1852 vor. Das Bauerndorf wurde als hochgelegen beschrieben, in dem es Sandboden gab. Die Bauern betrieben eine Dreifelderwirtschaft und bauten Roggen, Hafer und Kartoffeln an. Wiesen und Hütungen gab es nicht, dafür wurden Rinder und Schafe zum Wirtschaftsbetrieb gezüchtet. Die Statistik führt weiterhin auf, dass in den letzten 50 Jahren 18 neue Häuslerstellen entstanden seien. Ferbitz umfasste im Jahr 1860 vier öffentliche, 45 Wohn- und 39 Wirtschaftsgebäude. Sie standen auf 1318 Morgen (Mg): 15 Mg Gehöfte, 10 Mg Garten1and, 757 Mg Acker, 36 Mg Wiese und 500 Mg Wald.

### 20. Jahrhundert

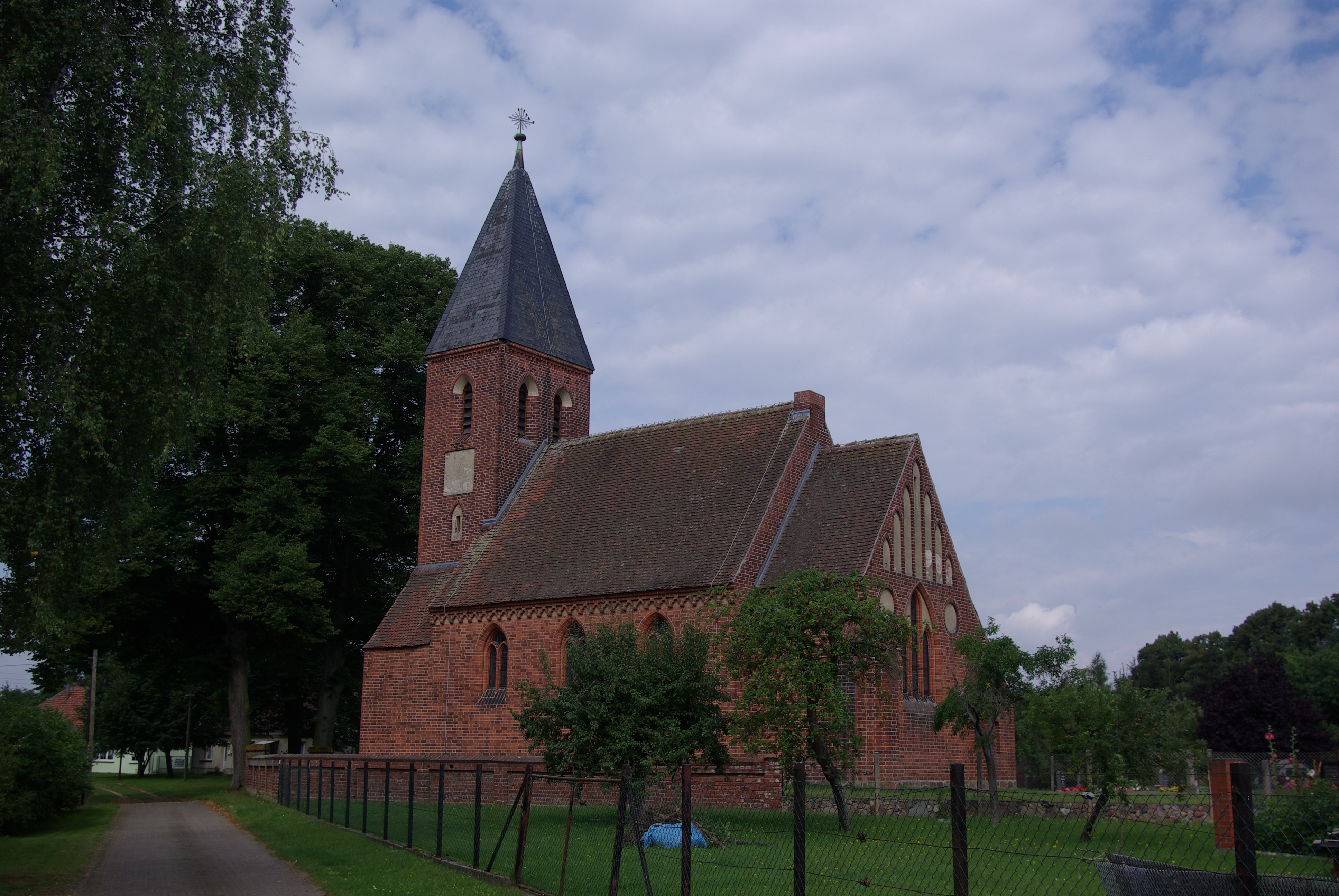
Dorfkirche Ferbitz

Zur Jahrhundertwende standen auf 706 Hektar (ha) insgesamt 42 Häuser. Es gab sieben Hofwirte (darunter einen Gastwirt), sieben Eigentümer (darunter einen Krämer), einen Lehrer und einen Rentner. Im Jahr 1931 waren es nur noch 40 Wohnhäuser auf 706 ha. Ferbitz wurde im genannten Jahr Gemeinde. Es gab 13 land- und forstwirtschaftliche Betriebe mit einer Fläche zwischen 20 und 100 ha. Weitere vier Betriebe waren zwischen 10 und 20 ha, fünf zwischen 5 und 10 sowie 11 zwischen 0,5 und 5 ha groß. Dort arbeiteten 112 Personen. Weitere 37 Personen waren in Industrie und Handwerk, 14 in Handel und Verkehr tätig.
Nach dem Zweiten Weltkrieg wurden im Jahr 1946 insgesamt 325,58 Hektar enteignet. Drei Neubauern erhielten 4,85 ha, sechs Bauern 36,16 ha sowie zehn Altbauern 52,87 ha. Die übrigen Flächen fielen auf die Gemeinde, die Vereinigung der gegenseitigen Bauernhilfe (VdgB) und die Landesforstverwaltung. Im Jahr 1953 gründete sich eine LPG vom Typ I (seit 1975 Typ III) Aufbau mit zunächst 9 Mitgliedern und 32,56 Hektar landwirtschaftlicher Nutzfläche. Sieben Jahre später gab es im Ort die LPG Typ III mit 25 Mitgliedern und 236,56 ha Fläche, zwei LPG Typ I Heimattreue und Gute Hoffnung mit 20 Mitgliedern und 174,56 ha Fläche, die im Folgejahr zur Typ I Gute Heimat vereinigt wurden. Die LPG Typ III schloss sich 1964 an die LPG Typ III Friedrich Ludwig Jahn in Lanz an. Zu dieser Zeit wurde Ferbitz auch in die Gemeinde Lanz eingemeindet. Der Anschluss der LPG Typ I Gute Heimat an die LPG in Lanz erfolgte im Jahr 1968. Ferbitz ist seit 1995 ein Ortsteil von Lanz. Im genannten Jahr gab es dort das Amt für Forstwirtschaft Karstädt sowie die Revierförsterei Ferbitz Sitz Gadow.

## Bevölkerungsentwicklung
| Jahr      | 1734 | 1772 | 1791 | 1801 | 1817 | 1837 | 1858 | 1871 | 1895 | 1925 | 1939 | 1946 | 1964 |
| Einwohner | 83   | 105  | 118  | 133  | 98   | 203  | 256  | 244  | 223  | 203  | 184  | 272  | 164  |

## Kultur und Sehenswürdigkeiten
- Die Dorfkirche Ferbitz ist eine neogotische Saalkirche von 1905/1906, die an Stelle eines Vorgängerbaus errichtet wurde. Im Innern steht unter anderem ein hölzerner Altar von 1657. Drei Schnitzfiguren stammen aus der zweiten Hälfte des 15. Jahrhunderts.